# Alpinia rufescens
Alpinia rufescens är en enhjärtbladig växtart som först beskrevs av George Henry Kendrick Thwaites, och fick sitt nu gällande namn av Karl Moritz Schumann. Alpinia rufescens ingår i släktet Alpinia och familjen Zingiberaceae.
Artens utbredningsområde är Sri Lanka. Inga underarter finns listade i Catalogue of Life.